# 폴타바주

폴타바주의 위치

폴타바주(우크라이나어: Полтавська область)는 우크라이나 중부에 위치한 주로 주도는 폴타바이며 면적은 28,748km2, 인구는 1,544,085명(2006년 기준)이다.
북쪽으로는 체르니히우주와 수미주, 서쪽으로는 키예프주와 체르카시주, 남서쪽으로는 키로보흐라드주, 남동쪽으로는 드니프로페트로우스크주, 동쪽으로는 하르키우주와 접한다. 석유와 천연 가스가 생산된다.
폴타바주의 폴타바에서는 폴타바 전투가 벌여졌다.

## 상징

폴타바주의 기
폴타바주의 문장